# Минх, Ирина Эдвиновна
Ирина Эдвиновна Минх (род. 16 апреля 1964, Черепаново, Новосибирская область, РСФСР, СССР) — советская баскетболистка. Из семьи депортированных в Сибирь немцев. Заслуженный мастер спорта СССР (1991).

## Биография
Окончила Новосибирский электротехнический институт, Новосибирский государственный педагогический институт, преподаватель.
Выступала в 1982—1992 за «Динамо». В сборную команду СССР/России входила в 1985—1992. В 1992 уехала в Израиль, играла за клуб «Хапоэль» (Кишон). С 1994 играла в Германии («Бохум»). В 90-х играла сезон в Австрии. Европейскую карьеру завершила в команде «Рентроп» (Бонн, Германия).
В 2004 играла за «Динамо-Энергия».
Работала главным тренером «Динамо-Энергия» (ноябрь 2004 — март 2005). В сезоне 2005-06 — старший тренер «Динамо-Энергии-2», в сезоне 2006-07 — тренер-селекционер клуба.
С 2007 года — генеральный менеджер «Динамо-Энергия».
С 2016 года — президент клуба «Динамо».
4 октября 2018 года стало известно, что Анатолий Локоть назначил Ирину Минх советником мэра Новосибирска по спорту.

## Достижения
- Чемпионка ОИ 1992
- Бронзовый призер ОИ 1988
- Серебряный призер ЧМ 1986
- Чемпионка Европы 1987, 1991
- Чемпионка Всемирной Универсиады 1985
- Чемпионка СССР 1986—1988
- Серебряный призер чемпионата СССР 1985
- Бронзовый призер чемпионата СССР 1981—1983
- Обладатель Кубка Ронкетти 1986
- Двукратный серебряный призер Кубка европейских чемпионов 1987, 1988

## Награды
- Медаль ордена «За заслуги перед Отечеством» II степени (5 ноября 2020 год) - за заслуги в развитии физической культуры и спорта, многолетнюю добросовестную работу[3].